# 蔡宗滿
蔡宗滿（羅馬拼音：Tjoa Tjong Boon，1940年—），後改名阿古斯·蘇善多（印尼語：Agus Susanto），是已退役華裔印尼男子羽球運動員。他與林水鏡的姊姊Megah Idawati結婚，大兒子蔡祥林延續了這個家庭的羽球傳統。
1967年湯姆斯盃，蔡宗滿為印尼代表隊成員之一，他們在面對馬來西亞隊的挑戰賽中以3-6被裁定輸球。蔡宗滿與翁振祥搭檔出賽兩場雙打，第一場在三局大戰後輸給陳奕芳/鄭求山組合；第二場面對當時世界排名第一的陳貽權/伍文美組合，第一局先以2:15大比分落敗，第二局開頭也是打到2:10大幅落後，但因現場印尼觀眾技術性干擾馬來西亞選手，因而打成18:13扳平。局間休息時，裁判要求印尼主辦單位清場而未獲同意，於是宣佈中止比賽。最終由國際羽球總會判定馬來西亞獲得冠軍。
在1966年亞洲運動會羽毛球比賽上，他與芮特諾·庫斯蒂加一起獲得混合雙打銅牌。